# Ploter bębnowy

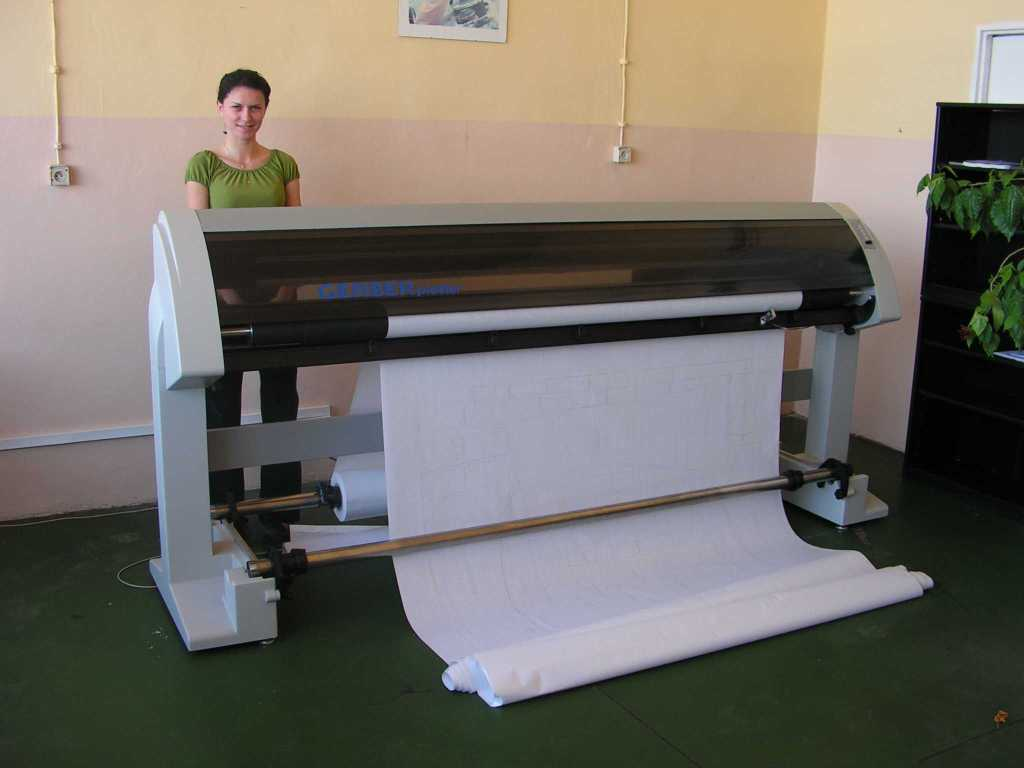

W ploterach typu bębnowego pióro porusza się jedynie powyżej osi bębna w linii prostej, bęben zapewnia ruch papieru.

## Budowa
Budowa i sposób zamocowania pióra przypomina budową ploter płaski, jednak z tą różnicą iż belka na której zamontowane jest pióro jest nieruchoma. Ruch w kierunku prostopadłym do ruchu pióra zapewnia bęben, który jest poruszany za pomocą silników krokowych.
Ploter bębnowy jest zdolny do wykonania 4 różnych ruchów:
- obrót bębna w tył
- obrót bębna w przód
- pióro w lewo
- pióro w prawo

Do ruchu można zaliczyć również:
- - upuszczenie pióra
  - podnoszenie pióra

Do uzyskania krzywych i łuków stosuje się technikę która polega na zastąpieniu krzywej, linią łamaną składającą się z odcinków o długości jednego kroku silnika i kierunku najbardziej zbliżonym do kierunku krzywej.